# Залізний Міст
Залізний Міст — село в Україні, у Семенівській міській громаді Новгород-Сіверського району Чернігівської області. До 2017 орган місцевого самоврядування — Миколаївська сільська рада.
Населення становить 211 особи.

## Історія
За даними на 1859 рік у власницькому селі Новгород-Сіверського повіту Чернігівської губернії мешкало 589 осіб (311 чоловічої статі та 278 — жіночої), налічувалось 79 дворових господарств, існувала православна церква.
Станом на 1886 у колишньому державному й власницькому селі Костобобрівської волості мешкало 828 осіб, налічувалось 116 дворових господарств, існували православна церква, школа, постоялий будинок, водяний млин.
За даними на 1893 рік у поселенні мешкало 1050 осіб (532 чоловічої статі та 518 — жіночої), налічувалось 167 дворових господарств.
За переписом 1897 року кількість мешканців зросла до 1101 особи (548 чоловічої статі та 553 — жіночої), з яких 1093 — православної віри.
12 червня 2020 року, відповідно до Розпорядження Кабінету Міністрів України № 730-р «Про визначення адміністративних центрів та затвердження територій територіальних громад Чернігівської області», увійшло до складу Семенівської міської громади.
19 липня 2020 року, в результаті адміністративно-територіальної реформи та ліквідації Семенівського району, село увійшло до Новгород-Сіверського району.